# Christian Grosch
Christian Grosch (* 8. April 1980 in Erfurt) ist ein ehemaliger deutscher Eishockeyspieler, der zuletzt beim EHC Erfurt in der Eishockey-Oberliga spielte.

## Karriere
Christian Grosch begann seine Karriere in der Saison 1998/99 beim ESC Erfurt in der 1. Liga Nord, für die er drei Spielzeiten stürmte. Den Sprung in die 2. Bundesliga schaffte er 2001, als ihn der EV Duisburg verpflichtete. Nach einem Jahr wechselte er zu den Eisbären Regensburg, um wiederum in der Saison 2004/05 von den Blue Devils Weiden angeheuert zu werden. Weitere Stationen seiner Karriere waren der ESV Kaufbeuren sowie der SC Bietigheim-Bissingen.
Ab der Saison 2007/08 spielte Grosch drei Jahre für den ETC Crimmitschau, wo er in 166 Spielen 90 Scorerpunkte sammelte. Zur Spielzeit 2010/11 wechselte er ligaintern zum Rivalen Lausitzer Füchse, die er nach einem Jahr wieder verließ und die Saison 2011/12 beim ESV Kaufbeuren verbrachte.
Im Juni 2012 kehrte er zu seinem Heimatverein zurück.

## Karrierestatistik
(Legende zur Spielerstatistik: Sp oder GP = absolvierte Spiele; T oder G = erzielte Tore; V oder A = erzielte Assists; Pkt oder Pts = erzielte Scorerpunkte; SM oder PIM = erhaltene Strafminuten; +/− = Plus/Minus-Bilanz; PP = erzielte Überzahltore; SH = erzielte Unterzahltore; GW = erzielte Siegtore; 1 Play-downs/Relegation; Kursiv: Statistik nicht vollständig)